# Catedral de Nuestra Señora de los Milagros (Caacupé)
La Basílica Menor de Nuestra Señora de los Milagros, o simplemente Basílica de Caacupé, es un edificio religioso que funciona como la catedral católica de la ciudad de Caacupé, ciudad de Paraguay.
Es la sede de la diócesis de Caacupé (Dioecesis Caacupensis) que fue creada como prelatura territorial en 1960 y fue ascendida a su actual estatus en 1967 mediante la bula "Rerum catholicarum" del papa Pablo VI.
El Santuario de la Virgen de Caacupé es una basílica católica en Paraguay que fue inaugurada el 8 de diciembre de 1765 y se convirtió en un lugar de peregrinación para muchos creyentes locales. El nombre Caacupé deriva de la palabra guaraní ka'a kupe, que significa "detrás de la hierba" o "detrás del bosque de hierba". Caacupé es considerada la capital espiritual de Paraguay porque alberga el santuario más grande del país.
El templo además de su estatus de catedral, es considerado por los católicos santuario nacional y basílica menor. Está bajo la responsabilidad pastoral del obispo Ricardo Valenzuela. La iglesia ha sido visitada por 2 papas diferentes Juan Pablo II en mayo de 1988 y Francisco en julio de 2015. 
Fue ascendida al rango de Basílica menor el 11 de julio de 2015 durante la visita del Papa Francisco al Paraguay.

## Véase también

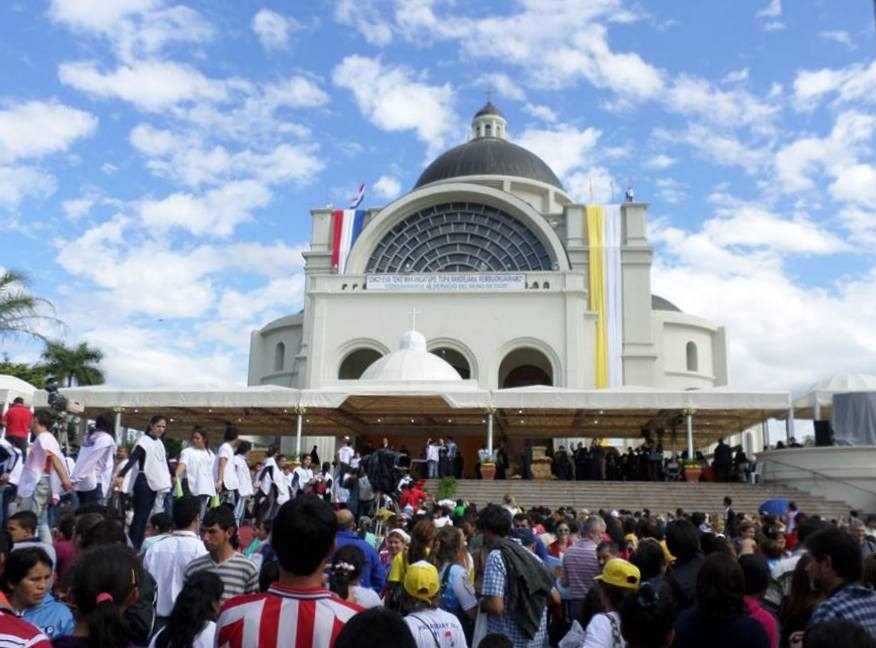
Vista de la Catedral durante la visita del Papa Francisco en 2015

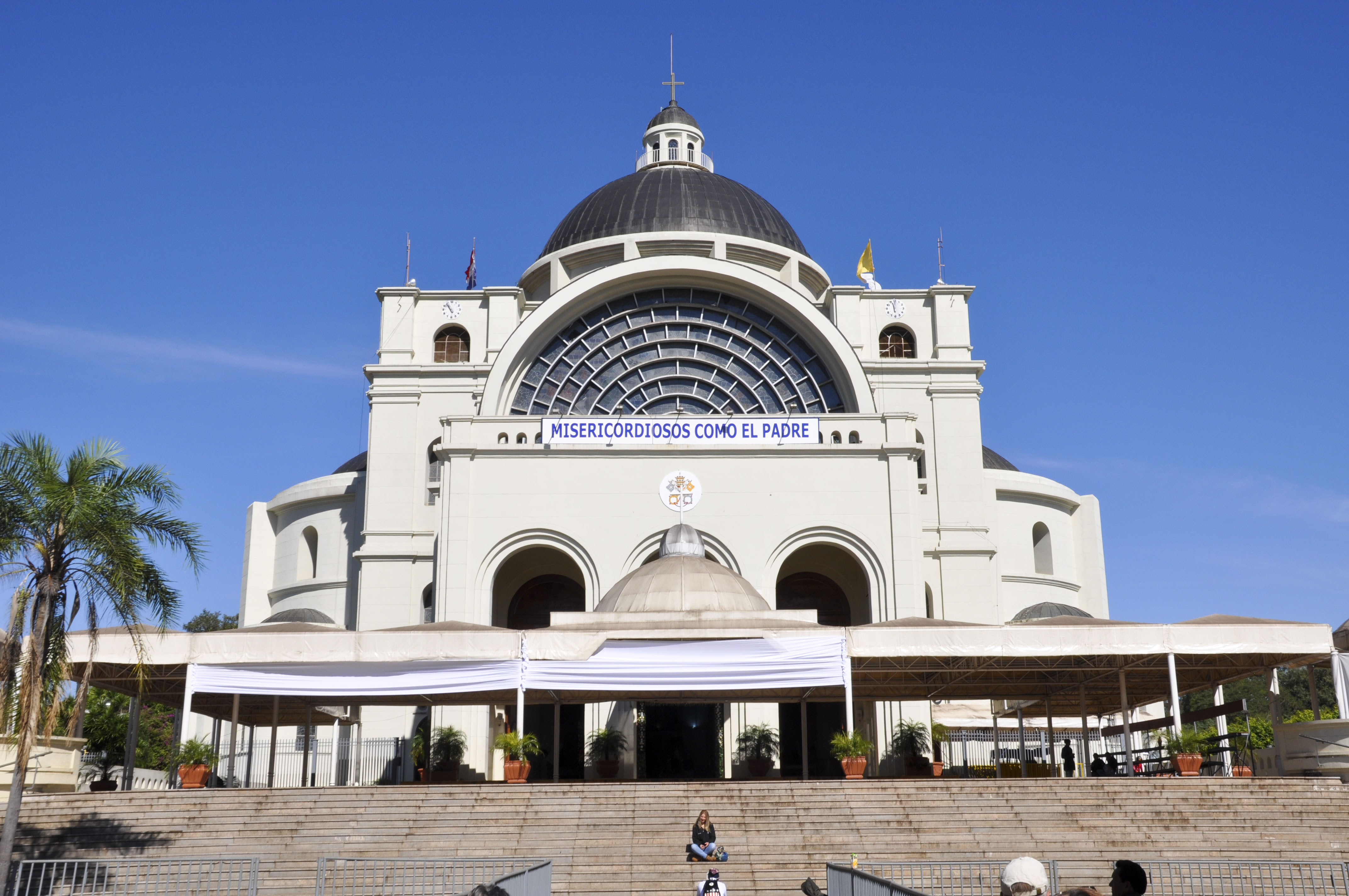
Vista de la Catedral